# Jetstar Airways

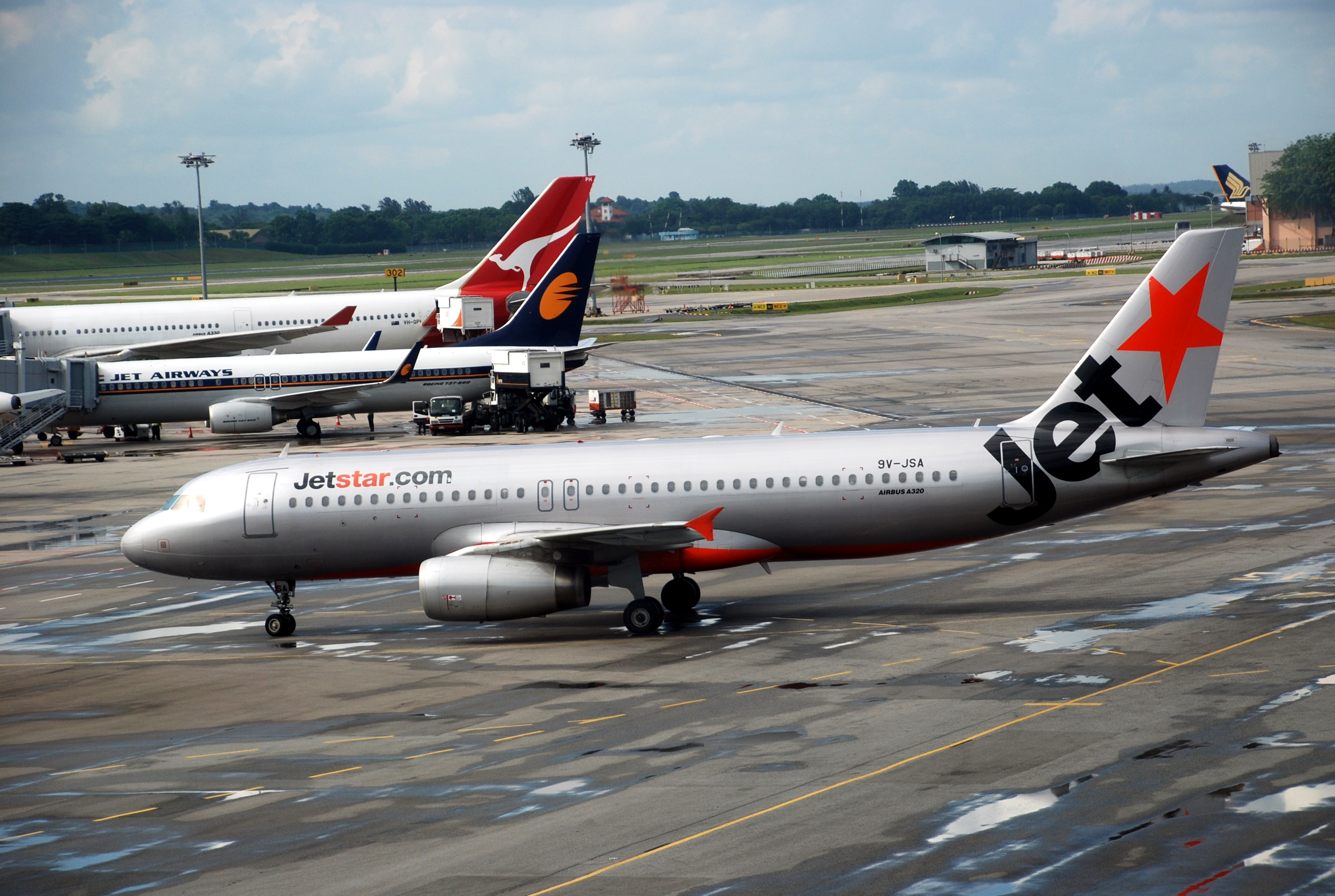
Ett Airbus A320 från Jetstar Airways på Singapore Changi Airport.

Jetstar Airways är ett australiskt lågprisflygbolag. Bolaget, som är ett dotterbolag till flygbolaget Qantas Airways, grundades 2004 för att svara på konkurrensen från lågprisflygbolaget Virgin blue. Jetstar flyger mest inom Australien men har även internationella flygningar, bland annat till Singapore och Bali.